# 2013 TX68
2013 TX68 is een Apollo-planetoïde en een Near-Earth object dat op 6 oktober 2013 werd ontdekt door de Catalina Sky Survey, terwijl het de Aarde naderde op 5,4 × de afstand tot de maan (zgn. Lunar Distances of LD's), ruim 2 miljoen km.
Het werd waargenomen gedurende drie dagen, maar kon daarna niet meer worden teruggevonden vanwege zijn kleine formaat en lichtzwakte. De baan van deze planetoïde kon daarom niet nauwkeurig bepaald worden. Hij nadert de Aarde geregeld tot op korte afstand; de laatste maal dat dat gebeurde was op 7 maart 2016. 
De planetoïde heeft een diameter van 21-52 meter en is ongeveer twee keer zo groot als de Tsjeljabinsk Meteoroïde die in 2013 in Rusland insloeg.

## Passage langs de Aarde in maart 2016
De best beschikbare baanberekeningen suggereerden aanvankelijk dat de passage langs de Aarde in 2016 zou plaatsvinden tussen 3 en 8 maart  op een afstand van 1,3 LD's (500.000 km), maar dat had op grond van andere baanberekeningen ook minimaal 23.600 km (0,061 LD) kunnen zijn of op 12.200 km afstand (0,032 LD) van de maan. Daarentegen zou de passage ook op een veel grotere afstand van 0,1 Astronomische eenheden kunnen plaatsvinden, ca. 15 miljoen km. Er werd voorspeld dat er geen risico was van een botsing met de Aarde.
De werkelijke passage vond plaats op maandagmiddag 7 maart 2016 om 14.42 uur Nederlandse tijd op een afstand van 4.092.497 km, bijna 11 × zo ver als de maan. Ook in de dagen voorafgaand aan de passage bleven astronomen erg onzeker over die afstand omdat de baan van de planetoïde zo onnauwkeurig bekend was. Weliswaar waren kort voor de passage nog een paar oude foto's ontdekt waarop de planetoïde ook bleek te staan, maar dat leidde slechts tot een kleine bijstelling van de baanberekeningen. Omdat TX68 de Aarde naderde vanuit de richting van de zon stond hij overdag aan de hemel en kon dus niet worden waargenomen. Nu de passage voorbij is, zijn er wel meer gegevens over de baan bekend geworden, en kunnen de berekeningen over komende 'bezoeken' aan de Aarde worden bijgesteld. De planetoïde had een snelheid van 55.166 km/uur.

## Volgende passages en mogelijke gevolgen
2013 TX68 is geregistreerd in de Sentry Risk Tabel met 3 mogelijke inslagdata in de toekomst. De Sentry Risk Tabel is een automatisch botsingsbewakingssysteem van de NASA dat voortdurend planetoïden in de gaten houdt in verband met mogelijke botsingen met de Aarde in de komende 100 jaar. 2013 TX68 is echter in die tabel niet als een potentieel gevaarlijke planetoïde vermeld omdat zijn diameter minder dan 100 meter is. Op 28 september 2017 is er een kans van 1 op 260 miljoen dat TX68 de Aarde zal treffen; de best beschikbare baanberekening geeft evenwel aan dat de passage op die dag zal plaatsvinden op een afstand van 1,5 Astronomische Eenheden (ongeveer 225 miljoen km).
Op 27 september 2046 is er een kans van 1 op 8,3 miljard dat TX68 botst met de Aarde en op 27 oktober 2097 een kans van 1 op 5,3 miljard. De gecombineerde kansen op een botsing met de aarde zijn 1 op 244 miljoen.
De passage van 7 maart 2016 leverde echter gegevens op die aangeven dat de eerstvolgende passage zal plaatsvinden op 18 september 2056. Indien dit zou gebeuren zou het effect op de Aarde waarschijnlijk een grote vuurbal in de lucht zijn en eventueel een inslagkrater met een diameter van 100-575 meter, uitgaande van een inslaghoek van minder dan 45 graden.